# Julien Vervaecke

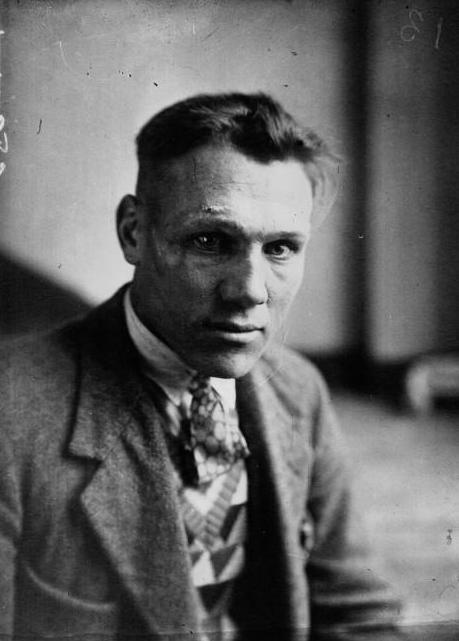
Julien Vervaecke (1929)

Julien Vervaecke (* 3. November 1899 in Dadizele; † Mai 1940) war ein belgischer Radrennfahrer.
Vervaecke fuhr von 1924 bis 1939 als Profi, zunächst als unabhängiger Fahrer und ab 1926 für verschiedene französische Rennställe wie Peugeot, Armor und Alcyon–Dunlop. 1925 und 1926 gewann er zweimal in Folge den Circuit Franco-Belge. 1927 gelang ihm bei der Tour de France ein Etappensieg, im Endklassement belegte er den dritten Platz. In den folgenden Jahren konnte er sich weitere dreimal auf einem der ersten zehn Ränge der Tour platzieren. 1930 gewann er den Klassiker Paris–Roubaix und 1932 Paris–Brüssel.
Im Jahr 1940 war Vervaecke Besitzer einer Gaststätte in Menen nahe der französischen Grenze. Als die deutsche Wehrmacht in Belgien einmarschierte, wehrte Vervaecke sich dagegen, dass Soldaten eines auf dem Rückzug befindlichen Trupps polnischer, der britischen Armee zugeordneter Soldaten seinen Hausrat verwüsteten. Er wurde am 24. Mai 1940 von den Soldaten gewaltsam verschleppt und wahrscheinlich am nächsten Tag ermordet. Sein Leichnam wurde erst Wochen später in Roncq auf französischer Seite der Grenze von Kugeln durchsiebt aufgefunden. Dieser Ort wird meist als sein Sterbeort angegeben. Das exakte Datum seines Todes wurde nie ermittelt.
Vervaeckes jüngerer Bruder Félicien wurde ebenfalls als Radrennfahrer bekannt.